# Africaspis pattersoni
Africaspis pattersoni är en insektsart som först beskrevs av Green och Robert Malcolm Laing 1923.  Africaspis pattersoni ingår i släktet Africaspis och familjen pansarsköldlöss. Inga underarter finns listade i Catalogue of Life.